# Musée d’Orsay
Muzeum Orsay (fr. Musée d’Orsay) – muzeum w Paryżu, położone na lewym brzegu Sekwany. Zbiory zawierają głównie sztukę francuską z lat 1848–1918: malarstwo, rzeźbę, fotografię oraz meble. Dzieła te są młodsze od tych, które prezentowane są w Luwrze, a starsze od zbiorów Centre Georges Pompidou. Rocznie muzeum odwiedza ok. 4 miliony zwiedzających. Najbliższą stacją metra jest Solférino.

## Historia

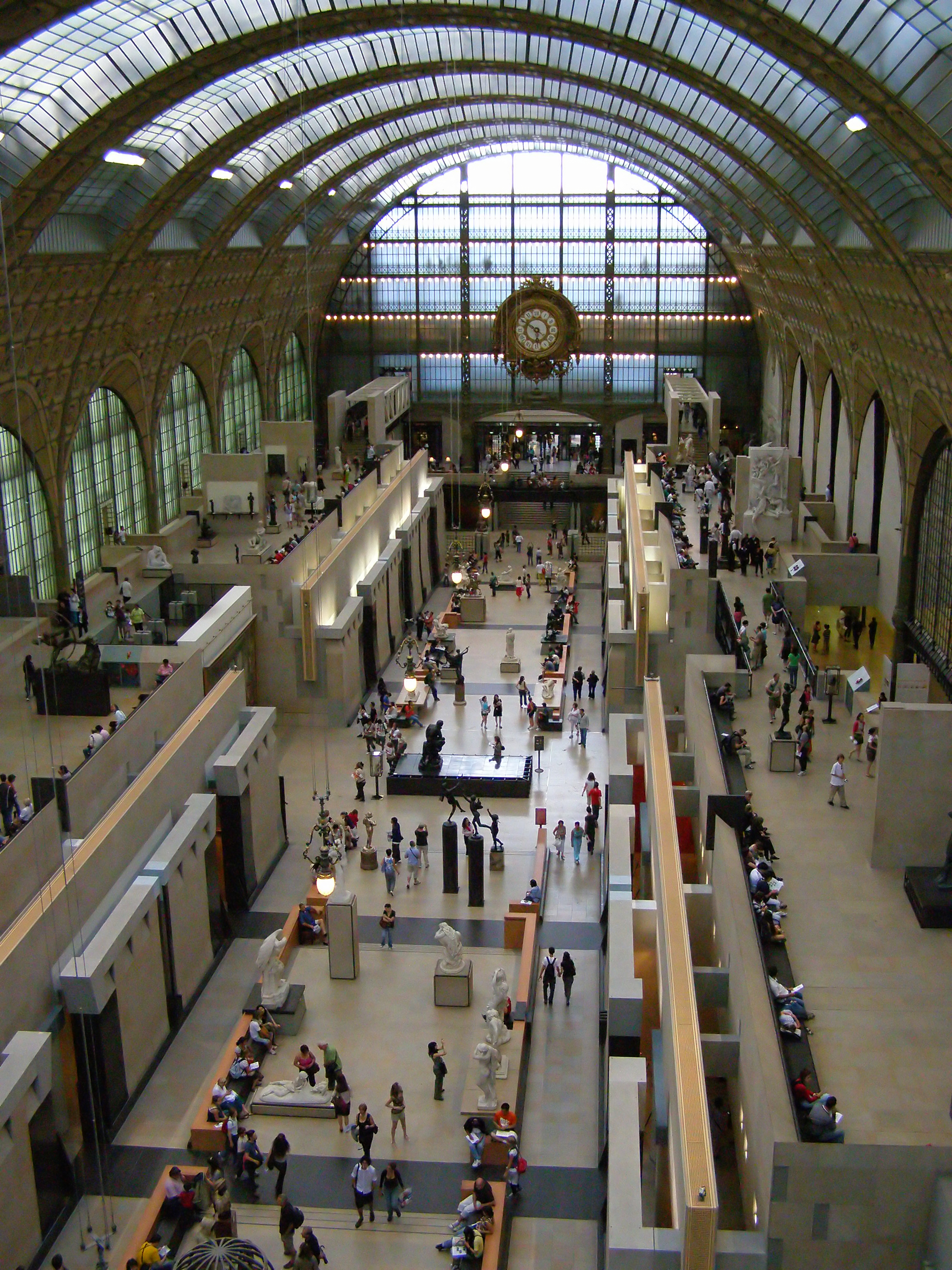
Panorama wnętrza muzeum

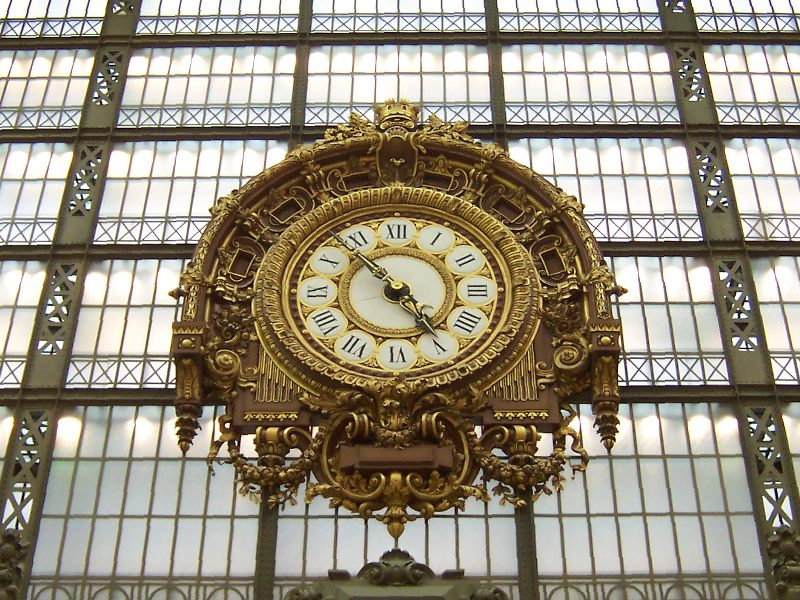
Zegar we wnętrzu muzeum

W 1897 francuska Compagnie de chemins de fer zakupiła od państwa tereny pod budowę nowego dworca kolejowego, ponieważ dotychczas istniejący, Gare d’Austerlitz, znajdował się zbyt daleko od centrum miasta. Rok później spomiędzy trzech architektów – Lucien Bénarda, Lucien Magne’a i Victora Lalouxa na architekta dworca d’Orsay wybrano tego ostatniego. Nowy budynek musiał harmonizować z elegancką dzielnicą oraz sąsiedztwem Luwru i Legii Honorowej.
Zaprojektowany przez Lalouxa budynek miał eklektyczną fasadę i szklany dach oraz dwa ogromne zegary, zachowane do dziś (jeden znajduje się w głównym holu, drugi w kawiarni Café des Hauteurs). Uroczysta inauguracja budowli odbyła się 14 lipca 1900 roku, podczas wystawy światowej. Przez następnych 39 lat budynek pełnił rolę dworca kolejowego, jednak z powodu elektryfikacji kolei długość pociągów znacznie się zwiększyła i nie mieściły się one już na dworcu d’Orsay. Został więc zamknięty i od tego czasu zmieniało się jego przeznaczenie – mieścił się tam teatr Renault-Barrault, sale domu aukcyjnego Drouot, służył także jako tło w wielu filmach (m.in. w Procesie Orsona Wellesa).
Propozycja wyburzenia budynku napotkała na sprzeciw społeczeństwa, które nie chciało by dworzec podzielił los Les Halles. W 1978 roku wpisano go na listę zabytków i tym samym uniemożliwiono jego wyburzenie. Kilka lat wcześniej pojawił się też pomysł, by dawny dworzec przekształcić w muzeum sztuki XIX wieku. Prace nad realizacją tej koncepcji rozpoczęły się w 1979 roku, kierowała nimi architekt Gae Aulenti. Uroczystego otwarcia Musée d’Orsay dokonał prezydent François Mitterrand 1 grudnia 1986 roku. Dla zwiedzających zostało ono udostępnione 9 grudnia 1986 roku.

## Kolekcja
Kolekcja muzeum składa się ze zbiorów malarstwa, rzeźby, sztuki użytkowej, fotografii i grafiki. Istnieje także dział poświęcony architekturze, gdzie można znaleźć rysunki, projekty i modele budynków. Wśród zbiorów malarstwa największym powodzeniem cieszą się dzieła impresjonistów i postimpresjonistów, np.:
- Paul Cézanne – Dom powieszonego (1873), Gracze w karty (1893–1896), Jabłka i pomarańcze (1895–1900);
- Edgar Degas – Absynt (1875–76), Lekcja tańca (1873–76), Błękitne tancerki (1890);
- Paul Gauguin – Autoportret z żółtym Chrystusem (1889–1890), Tahitańskie kobiety na plaży (1891);
- Édouard Manet – Olimpia (1863), Śniadanie na trawie (1863), Flecista (1866), Balkon (1869);
- Claude Monet – Dworzec Saint-Lazare (1877), Camille na łożu śmierci (1879), cykl Katedra w Rouen (1892–93) i Stogi siana, Maki w pobliżu Argenteuil (1873), Lilie wodne (1916–19);
- Camille Pissarro – Czerwone dachy (1877);
- Auguste Renoir – Bal w Moulin de la Galette (1876);
- Georges Seurat;
- Alfred Sisley;
- Henri de Toulouse-Lautrec – Toaleta (1896);
- Vincent van Gogh – Gwiaździsta noc nad Rodanem (1888), Arlezjanka (1888), Portret Eugène’a Bocha (1888), Pokój van Gogha w Arles (1889), Sjesta (1889–1890), Portret doktora Gacheta (1890), Kościół w Auvers (1890).

Muzeum posiada także dzieła m.in.:
- Pierre’a Bonnarda,
- Jean-Baptiste Carpeaux,
- Puvis de Chavannes’a – Biedny rybak (1881),
- Jeana Baptiste’a Camille’a Corota,
- Gustave’a Courbeta – Pochodzenie świata (1866), Pogrzeb w Ornans (1849–50), Pracownia malarza (1854–55),
- Honorégo Daumiera – Praczka (1863),
- Jean-Auguste-Dominique Ingresa – Źródło (1856),
- Jean-François Milleta – Anioł Pański (1857–59),
- Auguste’a Rodina,
- Constanta Troyona – Gęsiarka (1854),
- Jamesa McNeilla Whistlera – Matka artysty (1871).

## Galeria
Wybrane dzieła z kolekcji muzeum:

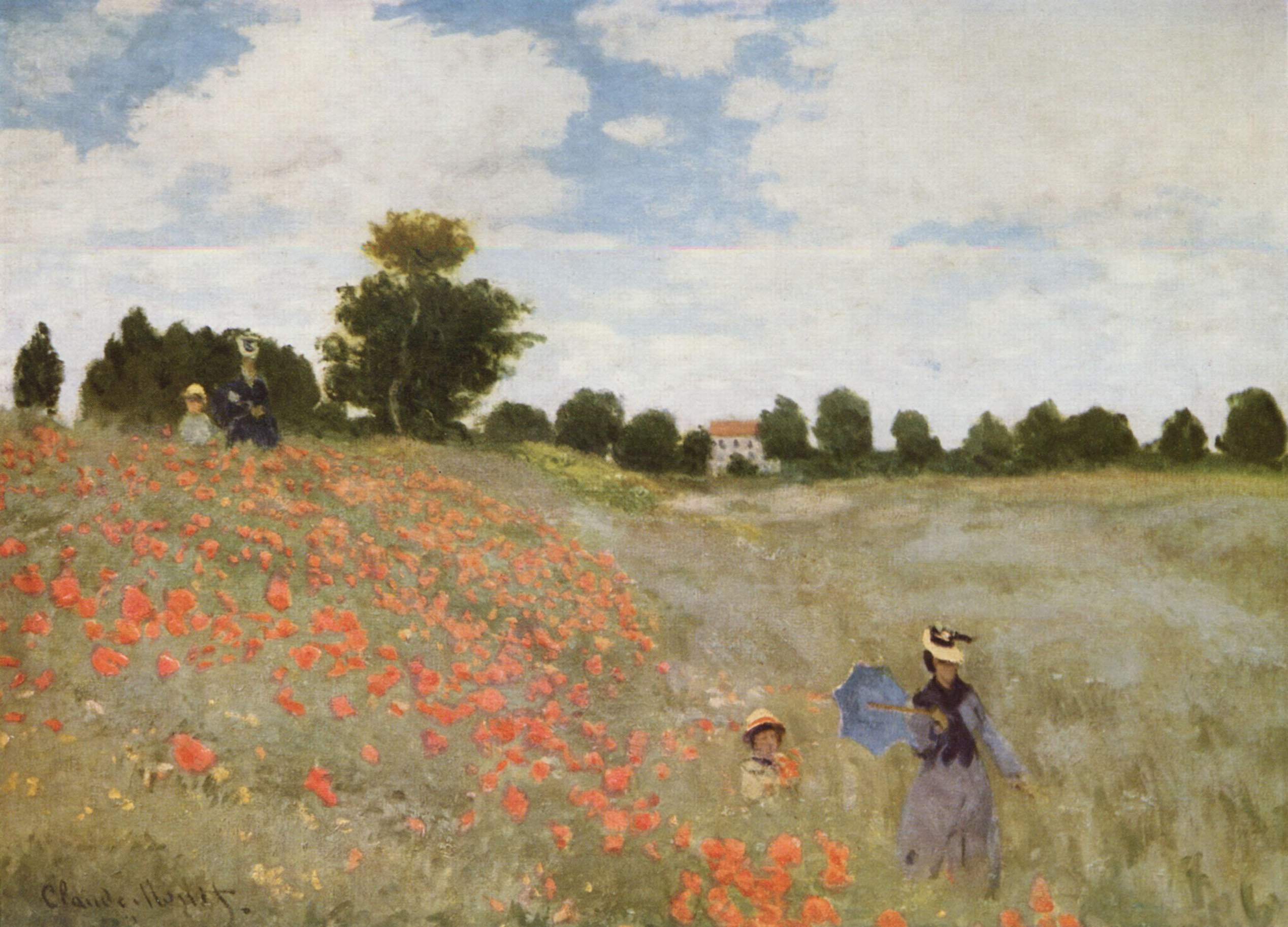
Claude Monet Maki w pobliżu Argenteuil (1873)
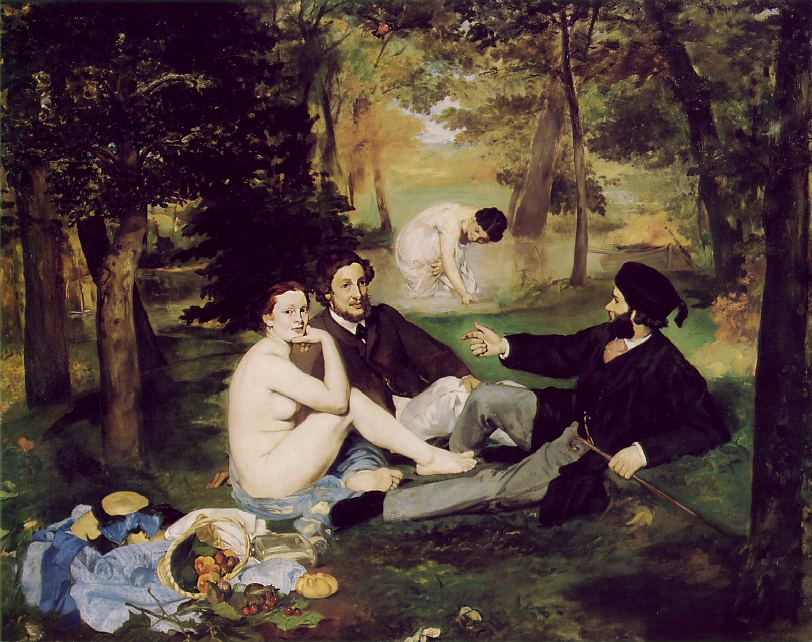
Édouard Manet Śniadanie na trawie (1863)
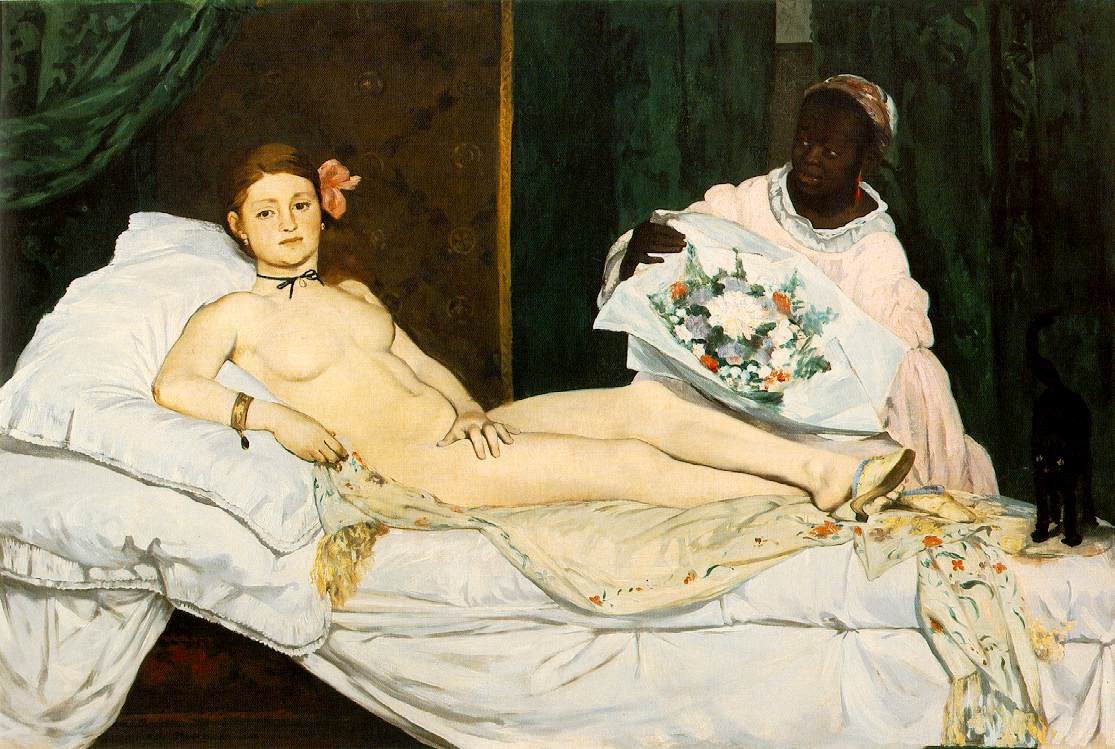
Édouard Manet Olimpia (1863)
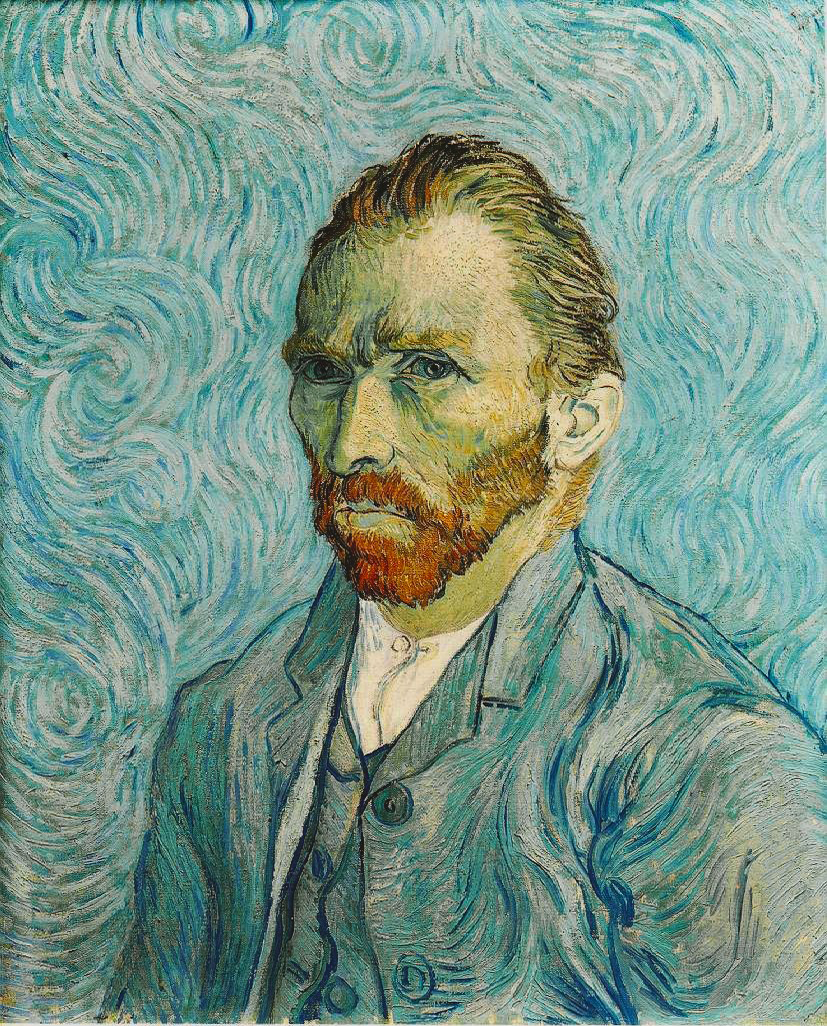
Vincent van Gogh Autoportret (1889)
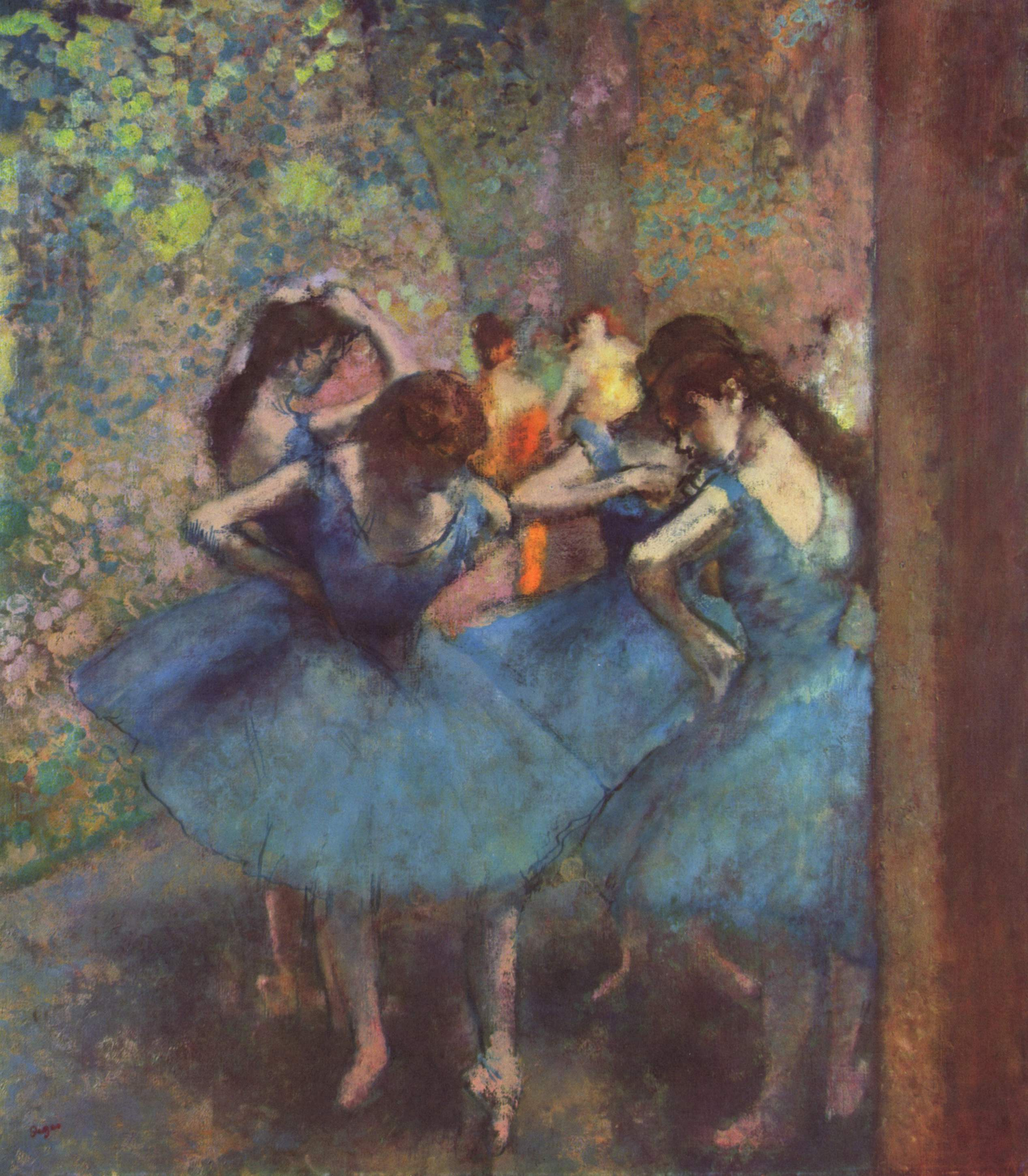
Edgar Degas Błękitne tancerki (1890)
Auguste Renoir Bal w Moulin de la Galette (1876)
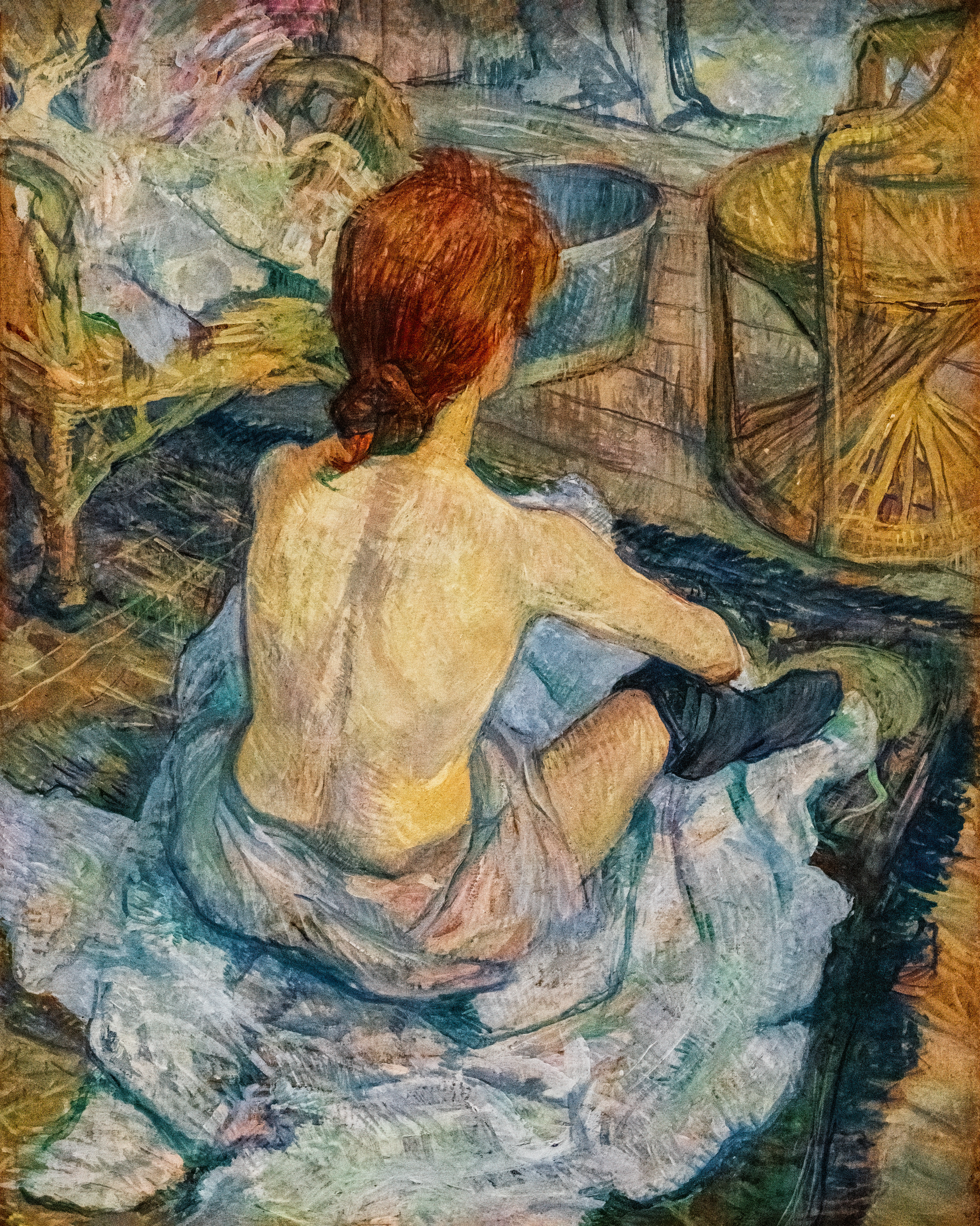
Henri de Toulouse-Lautrec Toaleta (1896)
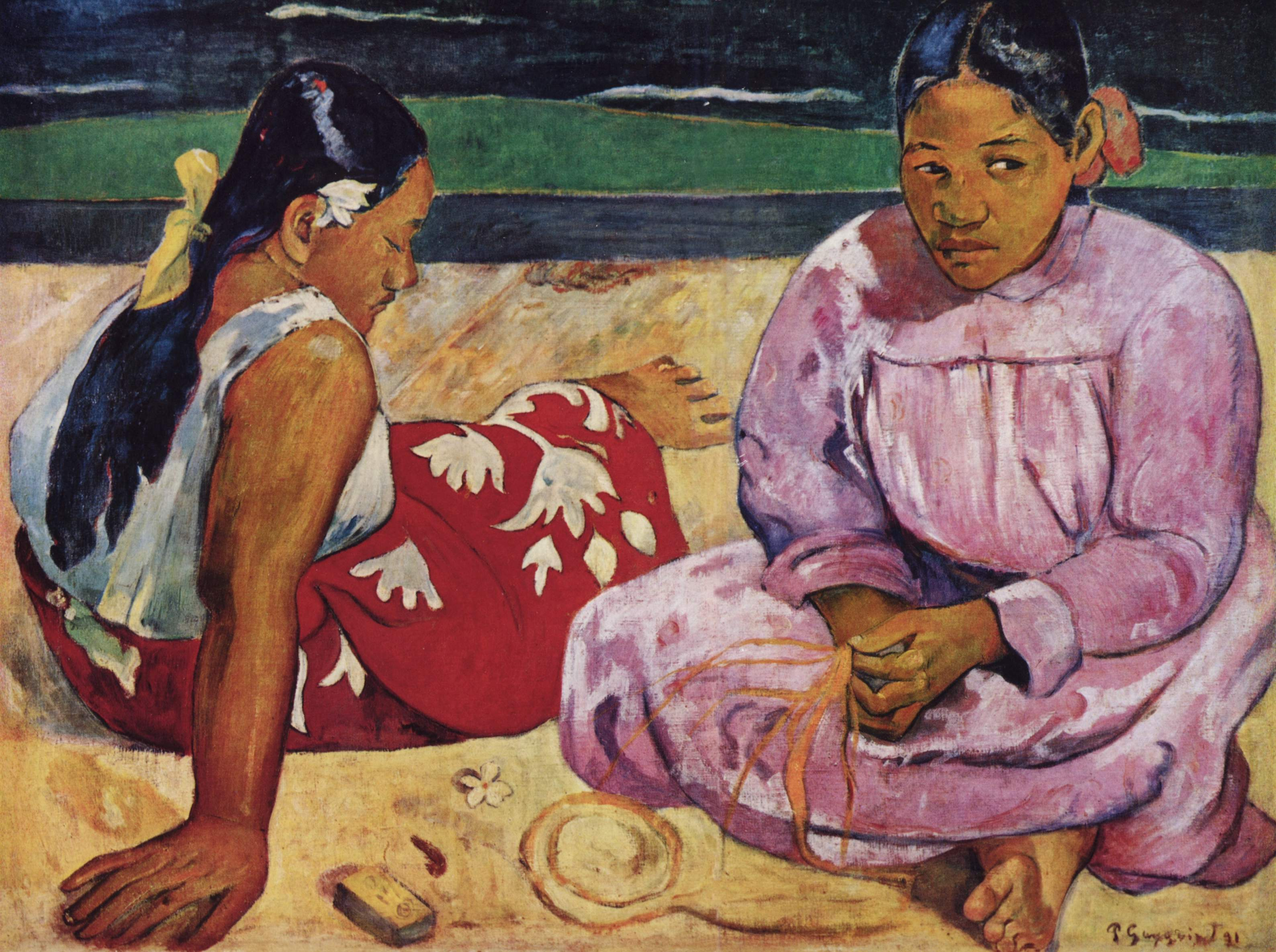
Paul Gauguin Tahitańskie kobiety na plaży (1891)
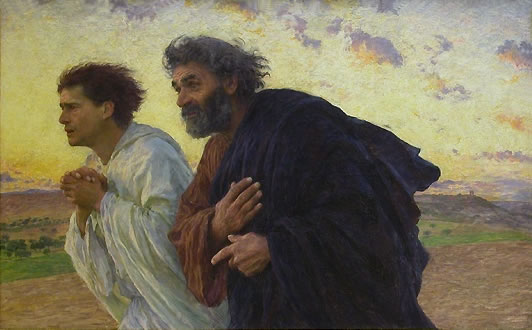
Eugène Burnand Uczniowie Piotr i Jan idący do grobu w poranek wielkanocny (1898)
James McNeill Whistler Portret Matki (1871)